# Bay Olympic
Il Bay Olympic è una società calcistica neozelandese con sede nella città di Auckland. La squadra gioca all'Olympic Park di New Lynn (Auckland).

## Storia
Il club nacque nel 1998 dalla fusione del Blockhouse Bay (fondato nel 1948) e del Green Bay-Titirangi United (fondato nel 1973). Il Blockhouse Bay vinse il Campionato neozelandese e la Chatham Cup nel 1970, e fu finalista nella Chatham Cup nel 1975 e nel 1980. Il Bay Olympic ha poi raggiunto nuovamente la finale di Chatham Cup nel 2010 e vinto per 4 volte la Lotto Sport Italia NRFL Premier.

## Palmarès

### Competizioni nazionali
- Campionato neozelandese: 1

1970
- Chatham Cup: 1

1970
- Lotto Sport Italia NRFL Premier: 4

2005, 2006, 2011 e 2012

### Altri piazzamenti
- Chatham Cup:

Finalista: 1973, 2010
Semifinalista: 1975, 1976, 1988, 2017, 2019